# Вощинин, Игорь Сергеевич
И́горь Серге́евич Вощи́нин (род. 4 апреля 1939) — советский и российский музыковед, журналист, радиоведущий, специалист в области джаза.

## Биография
Родился 4 апреля 1939 года в Куйбышеве в семье Героя Социалистического труда Сергея Акимовича Вощинина. По образованию — инженер, выпускник Куйбышевского инженерно-строительного института.
С раннего подросткового возраста исполнял на фортепиано джазовую музыку, входил в состав самодеятельных студенческих оркестров и ансамблей, на профессиональной основе выступавших в ресторанах и кинотеатрах города. В 1962 году принял активное участие в создании Городского молодёжного клуба («ГМК-62»), где возглавлял секцию эстрадной и джазовой музыки. После её реорганизации в самостоятельный Куйбышевский джаз-клуб «Квинт» в 1965 году уступил полномочия руководителя саксофонисту и руководителю оркестра Льву Бекасову, с которым впоследствии постоянно сотрудничал в организации мероприятий. Выступил председателем оргкомитета первого городского джазового фестиваля «Весна», проведённого в 1962 году.
С 1962 года регулярно публиковался как джазовый журналист, в том числе вёл авторские рубрики в местной печатной прессе. С 1997 года — член Союза журналистов России, с 2000 года — член Союза профессиональных литераторов и Гильдии джазовых критиков, основанной первопроходцем отечественной джазовой критики Алексеем Баташёвым. Опубликовал в печатных СМИ около 1000 статей на джазовые темы.
В 1994—2019 годах вёл еженедельную авторскую программу «Вот вам джаз!» (в 1994—2017 — на радиостанции «Самара-Максимум», в 2017—2019 — на «Радио Губерния»). Последний эфир программы состоялся 3 января 2019 года. Всего было подготовлено 1257 выпусков.
Подготовил для самарского телевидения документальный фильм «Джаз? Джаз… Джаз!».
Регулярно выступал ведущим концертов и фестивалей в Самаре и Тольятти.

## Дискография
В качестве составителя и продюсера издания Вощинин работал над изданием дисков-сборников:
- 2013: «Джаз в Самаре: вчера и сегодня»
- 2015: «Джаз в Самаре завтра»